# نبق لبناني
نبق لبناني (الاسم العلمي:Rhamnus libanotica) هو نوع غير مؤكد من النباتات يتبع جنس النبق من الفصيلة السدرية.